# Маскарон, Жюль
Жюль Маскарон (фр. Jules Mascaron; 1634—1703) — французский проповедник.

## Биография
Сын юриста. Получил богословское образование в Сомюре и скоро приобрёл известность как блестящий проповедник. В Париже сильное впечатление произвели его надгробная речь на смерть королевы-матери Анны Австрийской (1666). Когда Людовик XIV выразил желание послушать Маскарона, он имел смелость возвестить королю возмездие за его блудную жизнь.
В 1671 году был назначен епископом Тюльским, а в 1678 году епископом Ажанском. Маскарон особенно прославился своими надгробными речами (на смерть Генриетты Английской, герцога Бофора, Сегюра и др.); главным его шедевром считалась надгробная речь маршалу Тюренну. Его «Oraisons funebres» изд. в 1704, 1740, 1745, 1785 и 1828 гг.